# Fédération des internationaux du sport français
La Fédération des Internationaux du Sport Français (FISF) créée le 6 décembre 1974 a pour but d'établir et maintenir des liens d'amitié entre ceux qui ont « porté le coq tricolore »

## Historique
La Fédération des internationaux du sport français (FISF) est créée le 6 décembre 1974 à l'initiative de Jean-René Seurin (athlétisme), Louis Finot (football) et Alfred Schoebel (natation) afin d'instaurer et entretenir des liens fraternels entre les internationaux du sport français ; elle est le symbole de l’unité morale des sportifs ayant porté le coq tricolore. La plupart des fédérations délégataires sont regroupées en son sein. Depuis 1993, à l'initiative de Mme Monique Berlioux présidente, elle organise chaque année la cérémonie des Gloires du sport pour récompenser des champions qui ont cessé leur activité de haut-niveau depuis au moins 10 ans et contribué à établir le renom de la France à travers le monde.

## Missions
Outre l'attribution chaque année des titres de Gloire du sport français, la FISF contribue à :
- L’affermissement et la concrétisation des liens de fraternité et de solidarité qui doivent unir tous les tricolores du passé et d’aujourd’hui.
- La sauvegarde de l’esprit de camaraderie entre les sportifs de haut niveau.
- L’assistance aux jeunes internationaux dans les domaines de la formation professionnelle et de l’intégration dans leur future carrière. À cette fin, la FISF organise des bourses[2]
- Le soutien aux anciens internationaux en difficulté, ainsi qu’à leur famille.

Dans le cadre du programme MéMoS (mémoire du sport), ses archives sont déposées en 2009 au pôle national des archives du monde sportif à Roubaix

## Présidents
- 1974-1981 : Jean-René Seurin (athlétisme)
- 1981-1992 : Alfred Schoebel (natation)
- 1992-2005 : Monique Berlioux (natation)
- 2005-2009 : François Besson (judo)
- 2009-2016 : Thérèse Salvador (escrime)
- 2017-? : Georges Mauduit (ski)

## Amicales
Une Amicale est une association d’anciens internationaux français dont les buts sont sensiblement identiques à ceux de la FISF.
La FISF fédère 20 Amicales :
| DISCIPLINES     | SIGLES  | AMICALES                                                                            |
| --------------- | ------- | ----------------------------------------------------------------------------------- |
| Athlétisme      | GIFA    | Groupement des Internationaux Français d'Athlétisme                                 |
| Aviron          | AIA     | Association des Internationaux d’Aviron                                             |
| Basket-Ball     | AIBB    | Amicale des Internationaux de Basket                                                |
| Canoë-Kayak     | AIFCK   | Amicale des Internationaux Français de Canoë-Kayak                                  |
| Corps arbitral  | AFCAM   | Association Française du Corps Arbitral Multisports                                 |
| Cyclisme        | AIC     | L’Amicale du Cyclisme                                                               |
| Escrime         | AEIF    | Amicale des Escrimeurs Internationaux Français                                      |
| Football        | CIF     | Club des Internationaux de Football                                                 |
| Golf            | AFIG    | Association Française des Internationaux Golfeurs                                   |
| Gymnastique     | AIFFGym | Association des Internationaux de la Fédération Française de Gymnastique            |
| Handball        | CFHB    | Club France Handball                                                                |
| Judo            | AIJ     | Amicale des Internationaux de Judo                                                  |
| Lutte           | AIL     | Association des Internationaux de Lutte                                             |
| Natation        | AIFN    | Amicale des Internationaux Français de Natation                                     |
| Rugby           | AIRF    | Amicale des Internationaux du Rugby Français                                        |
| Rugby à XIII    | AIRXIII | Amicale des Internationaux de Rugby à XIII                                          |
| Ski             | AISF    | Amicale des Internationaux du Ski Français                                          |
| Tennis          | ITCF    | International Tennis Club de France                                                 |
| Tennis de table | AJITT   | Amicale des Joueurs et Internationaux de la Fédération Française de Tennis de Table |
| Volley-Ball     | AIFVB   | Amicale des Internationaux Français de Volley-ball                                  |